# Rutschbahn
Pour plus de détails, voir Fiche technique et Distribution.
Rutschbahn (en français, Glissoire) est un film germano-britannique réalisé par Richard Eichberg sorti en 1928.
Il s'agit de l'adaptation de Das Bekenntnis de Clara Ratzka (de).

## Synopsis
Heli Brandt vit à l'extrême est de l'Allemagne, en Prusse orientale, près de la frontière russe. Elle passe sa vie dans une ferme. Son père est mort depuis longtemps et sa mère s'est mariée une seconde fois. Mais le nouveau mari est autoritaire et mène brutalement sa nouvelle famille. Lors d'une dispute entre le beau-père et le frère Olaf, Heli s'interpose. Elle attrape une hache et la jette sur son beau-père. Celui-ci meurt. Heli va à Berlin, mais comme l'enquête criminelle locale la met en cause, elle s'enfuit à Londres. Un ami lui donne une nouvelle identité. Avec les papiers d'une Russe récemment décédée, Heli veut construire une nouvelle vie ici. Elle rencontre le jeune Russe Boris Berischeff avec qui elle se lie d'amitié. Boris fait rencontrer Heli à l'artiste Sam. Heli, Sam et Boris se déplacent à travers Londres en tant qu'artistes de rue, dans l'espoir de gagner quelques pennies de cette façon.
Par accident, Heli croise Jig Hartford, un Anglais aisé qu'elle a rencontré lors de son passage en Angleterre. Jig est un artiste et a de grands projets : Aimé par Heli, il veut mettre en place avec elle et Boris un cirque sensationnel conçu par Sam. Chez Boris, la jalousie augmente parce qu'Heli adore Jig qui tombe amoureux de la jeune fille. Boris informe la mère de Heli Blida et son frère Olaf. La mère et le frère viennent à Berlin où le cirque va se produire pour la première fois et lui disent qu'elle n'est plus à se soucier de son beau-père. Heli est très reconnaissante et peut maintenant avouer ouvertement à Boris qu'elle l'aime. Cela brise vraiment le cœur de Jig. Pour engourdir sa douleur, il se saoule. Lorsque les trois artistes exécutent le numéro de la glissoire pour la première fois le même soir, quelque chose ne va pas : Jig perd sa force au moment crucial et il s'écrase violemment sur le sol alors qu'Héli et Boris tombent dans le filet de sécurité. La chute a assommé Jig et tandis que les jeunes amoureux se prennent dans les bras en coulisse, Jig se relève et remercie les spectateurs.

## Fiche technique
- Titre : Rutschbahn
- Réalisation : Richard Eichberg
- Scénario : Helen Gosewish, Adolf Lantz, Ladislaus Vajda
- Musique : Paul Dessau
- Direction artistique : Werner Schlichting, Robert Herlth
- Photographie : Heinrich Gartner
- Producteur : Richard Eichberg
- Société de production : British International Pictures, Richard Eichberg-Film Gmbh
- Société de distribution : Süd-Film
- Pays d'origine : Allemagne  République de Weimar,  Royaume-Uni
- Langue : allemand
- Format : Noir et blanc - 1,33:1 - 35 mm
- Genre : Drame
- Durée : 107 minutes
- Dates de sortie :
  - Allemagne  République de Weimar : 20 décembre 1928.
  - Finlande : 14 octobre 1929.
  - Portugal : 1er janvier 1930.

## Distribution
- Fee Malten (de) : Heli Brandt
- Heinrich George : Jig Hartford
- Fred Louis Lerch : Boris Berischeff
- Harry Hardt : Sten, le beau-père de Heli
- Erna Morena : Blida, la mère de Heli
- Arnold Hasenclever : Olaf, le frère de Heli
- Szöke Szakall : Sam
- Jutta Jol : Sonja, amie de Heli
- Grete Reinwald : Nadja Berischeff, la sœur de Boris

## Source de la traduction
- (de) Cet article est partiellement ou en totalité issu de l’article de Wikipédia en allemand intitulé « Rutschbahn (Film) » (voir la liste des auteurs).